# Charles Barbier de la Serre
Charles Barbier de la Serre (Valenciennes, 18 maggio 1767 – Parigi, 22 aprile 1841) è stato un militare francese.

## Biografia
Charles Barbier de la Serre servì nell’Esercito francese negli ultimi anni del XVIII secolo. Inventò varie forme di stenografia, così come una forma di scrittura nota come "Ecriture Nocturne" (Scrittura Notturna), usando punti in rilievo, che divenne la base di ciò che oggi il Braille.
Il sistema di Barbier era legato alla scacchiera di Polibio, nella quale un codice a due cifre rappresenta una lettera. Nella variante di Barbier, una tabella quadra di 6×6 comprende la maggior parte delle lettere dell’alfabeto francese, così come parecchi digrammi e trigrammi:
|   | 1  | 2   | 3   | 4   | 5   | 6   |
| - | -- | --- | --- | --- | --- | --- |
| 1 | a  | i   | o   | u   | é   | è   |
| 2 | an | in  | on  | un  | eu  | ou  |
| 3 | b  | d   | g   | j   | v   | z   |
| 4 | p  | t   | q   | ch  | f   | s   |
| 5 | l  | m   | n   | r   | gn  | ll  |
| 6 | oi | oin | ian | ien | ion | ieu |

Una lettera (o digramma o trigramma) era rappresentata da due colonne di punti, in cui la prima colonna aveva da uno a sei punti a indicare la fila nel quadrato e la seconda aveva da uno a sei punti che indicavano la colonna: e. g. 4-2 per "t" rappresentata da
| • | • |
| • | • |
| • |   |
| • |   |

Fino a 12 punti (due colonne di 6) sarebbero necessarie per rappresentare un simbolo.
Il sistema di Barbier non era una semplice codificazione dell’alfabeto francese. Il sistema richiedeva innanzitutto all'utilizzatore di trasformare la divisione standard di una parola lettera per lettera in una versione più aderente alla fonetica. Mellor dà il seguente esempio:
Une femme était restée veuve avec trois garçons et ne subsistait que par leur travail (Una donna era rimasta vedova con tre figli ed non sopravviveva che grazie al loro lavoro.)
cifrato come:
un fam étè résté veuve avec troi garson é n subsistè q d leur travall
Infine Barbier mise a disposizione  dei ciechi la sua idea, su suggerimento di membri della Reale Accademia Francese delle Scienze. Nel 1821, studenti dell’Istituto nazionale dei giovani ciechi di Parigi si riunirono per una dimostrazione del sistema di Barbier. Esso fu accolto favorevolmente, poiché il vecchio sistema di caratteri latini in rilievo con le sue linee curve e dritte era molto più difficile da capire per i ciechi rispetto alle forme semplici dei punti, e non potevano usare il sistema per scrivere o prendere note. Barbier inventò inoltre un sistema grazie al quale gli studenti potevano scrivere i suoi simboli, usando una lavagnetta speciale e uno strumento appuntito per fare i punti.
Louis Braille, che era uno studente dell'istituto a quel tempo, si interessa al metodo di Barbier. Braille ridusse il numero di posizioni dei punti da 12 in 2 colonne a 6 in 2 colonne, che era più semplice da esaminare con le dita. In seguito, Braille trasformò la scrittura notturna inventata da Barbier in un sistema usato fino sì nostri giorni: il Braille.